# Turngemeinde in Berlin

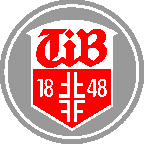
Logo Turngemeinde Berlin

La Turngemeinde in Berlin è una società sportiva tedesca, proveniente da Berlino.
Questa è nota perché alcuni membri del club parteciparono alle gare di ginnastica di Giochi della I Olimpiade di Atene del 1896, vincendo la medaglia d'oro nelle parallele a squadre, davanti a due squadre greche Panellinios GS Atene e Ethnikos Gymnastikos Syllogos.
I componenti di questa società che parteciparono ai giochi di Atene 1896 furono Fritz Hofmann, Conrad Böcker, Georg Hilmar, Richard Röstel, Gustav Schuft e Hermann Weingärtner. In particolare, quest'ultimo fu l'atleta che vinse il maggior numero di medaglie, sei.